# Железопътна линия Ниш – Цариброд
Железопътна линия Ниш – Цариброд е еднорелсова неелектрифицирана железопътна линия в източна Сърбия с дължина 104 км, която свързва Сърбия с България и Турция. Според Европейското споразумение за най-важните международни железопътни линии, тя е класифицирана като една от най-важните международни магистрални железопътни линии в Европа като част от магистралната железопътна линия E70.

## История
На Берлинския конгрес през 1878 г. Княжество Сърбия се задължава да изгради железопътни връзки през своя територия с Княжество България и Османската империя. След завършването на жп линията Белград – Ниш през 1885 г. започва работа по отсечката към България. Железопътната линия е пусната в експлоатация на 1 август 1888 г.